# Pastrami

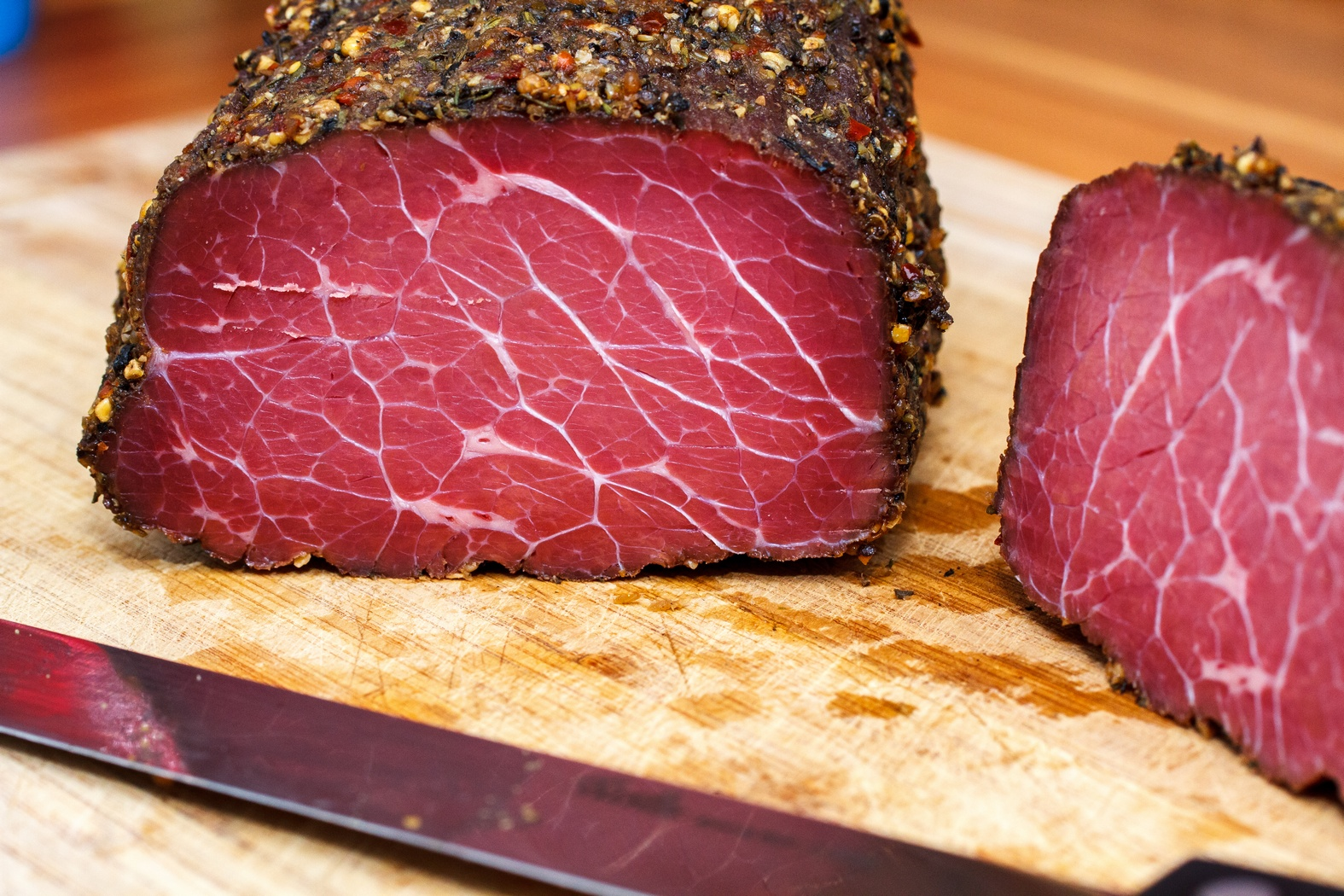
Pastrami

Pastrami – sposób przechowywania i konserwowania mięsa, a także mięso konserwowane w odpowiedni sposób, przez solenie, peklowanie, a następnie wędzenie. Jest charakterystyczne dla kuchni amerykańskiej. Tradycyjnie wytwarzane jest z wołowiny, choć w handlu spotkać można pastrami wykonane z baraniny, wieprzowiny bądź łososia.

## Nazwa
Nazwa pastrami pochodzi z tureckiego słowa pastırma oznaczającego prasowane mięso.

## Historia

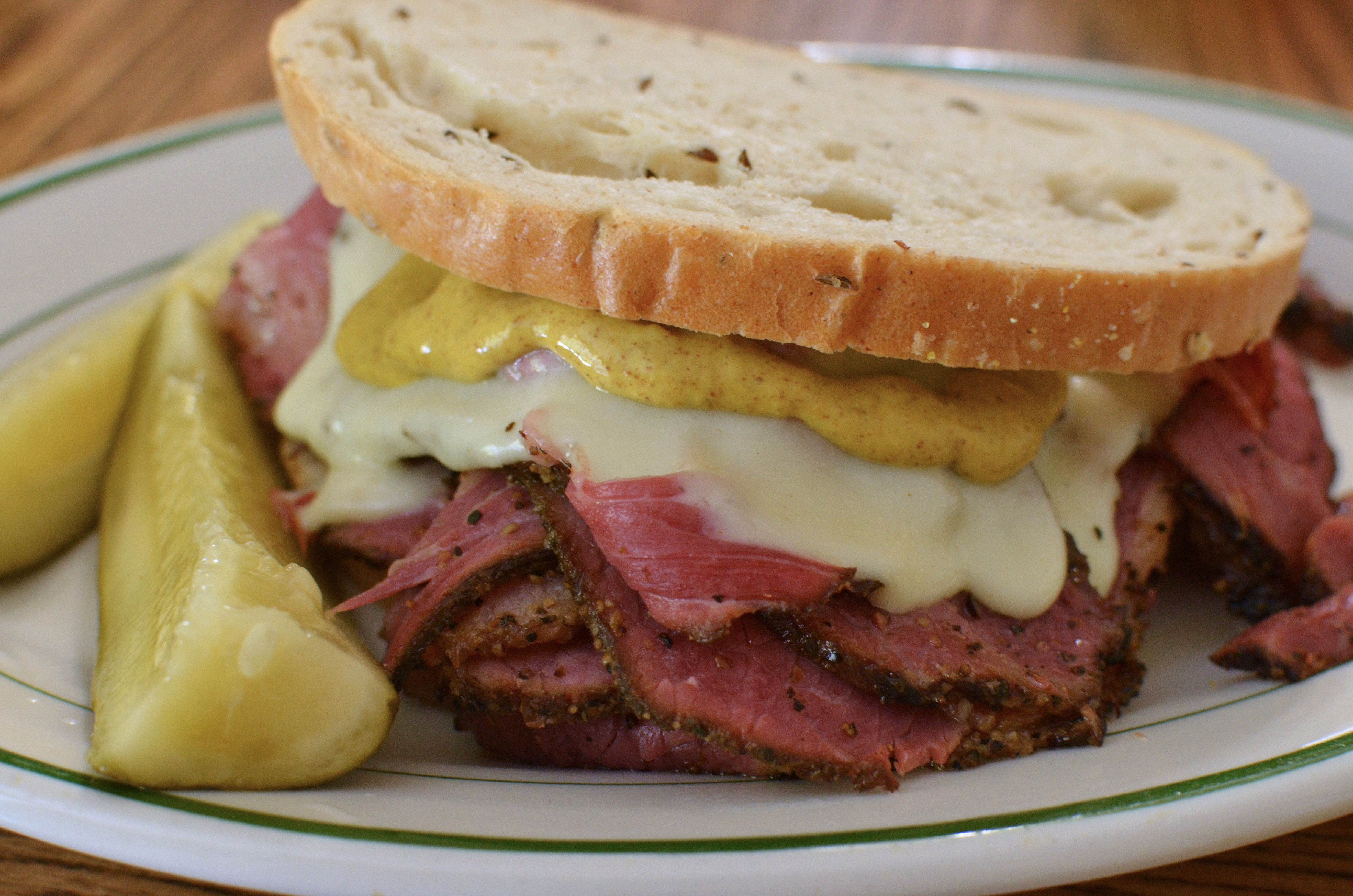
Kanapka z pastrami

Pastrami jest sposobem konserwowania, który znany był w Rumunii, a następnie został zaszczepiony w Stanach Zjednoczonych przez rumuńskich Żydów. Dawniej była to potrawa biedniejszych warstw społecznych, toteż początkowo, ze względu na cenę, pastrami wykonywane było z gęsich piersi, a następnie z mostka wołowego. W 1887 po raz pierwszy kanapkę z pastrami zaserwował nowojorski rzeźnik litewskiego pochodzenia. Kanapka ta jest popularna również w XXI wieku, a dzień pastrami obchodzony jest 14 stycznia. Współcześnie przygotowanie pastrami według tradycyjnych receptur jest kosztowne i długotrwałe, zatem wytwarza się je w uproszczony sposób.

## Przygotowanie pastrami
Do pastrami używa się wołowiny, głównie z mostka wołowego. Pierwszym etapem jest solenie mięsa, po czym następuje jego odsolenie, a następnie mostek okłada się posypką przygotowaną z pikantnych przypraw. Niektóre przepisy uwzględniają dodatkowo marynowanie w solance. Po zamarynowaniu mięsa przez 1–2 dni następuje wędzenie. Ostatnim procesem jest gotowanie mięsa na parze.